# شکار شهاب
شکار شهاب (به فرانسوی: La Chasse au météore) کتابی نوشته ژول ورن نویسنده داستان‌های علمی-تخیلی است که در سال ۱۹۰۸ در فرانسه منتشر شد.
کتاب شکار شهاب در سال ۱۹۰۸ سه سال پس از مرگ ژول ورن منتشر شد. ژول ورن این کتاب را در سال ۱۹۰۱ نوشت و قبل از مرگش آن را بازنویسی کرد. پس از مرگش، پسرش، مایکل ورن با تغییراتی در اثر آن را ویرایش نموده و به نام پدر به چاپ رساند. از جمله تغییراتی که مایکل در کتاب به وجود آورد می‌توان به زیاد کردن فصل‌های عاشقانه کتاب از ۱۷ فصل به ۲۱ فصل و همچنین اضافه کردن شخصیت مخترع به داستان برای فرود آوردن شهاب روی زمین اشاره نمود.

## شرح داستان
شهابی در آسمان پدیدار می‌شود و رقابت برای رصد آن توسط دو ستاره‌شناس آماتور در شهر کوچکی در آمریکا برای کسب اعتبار و شهرت کشف آن شروع می‌شود. تنها بعد از اینکه دنیا می‌فهمد این شهاب از جنس طلاست، این رقابت به بازی مرگ و زندگی تبدیل می‌شود. البته همه چیز به اینجا ختم نمی‌شود! در این بین مخترعی نیز به دنبال شکار شهاب است. البته نه با تلسکوپ! او دستگاهی اختراع کرده که شهاب را در هر جایی که اراده کرد به زمین بیندازد! حال از میان این سه نفر …